# Меренге
Меренге (исп. merengue) е име на традиционен доминикански музикален и танцов стил. Доминиканската република заема източната част на остров Еспаньола – името му е дадено от Христофор Колумб). Той е един от Големите Антилски острови. Съседната държава Хаити има собствена разновидност на меренге, наричана меринге (méringue).

## Етимология
На испански „меренге“ се нарича десерт от разбити яйчени белтъци със захар, донякъде подобен на българските „целувки“. Не е установено на какво точно танцът дължи името си.

## Изпълнение
Меренге се танцува по двойки, в затворена позиция. Кавалерът обгръща талията на дамата с дясната си ръка, а лявата поддържа дясната ръка на партньорката на нивото на очите ѝ. Ритъмът на меренге се състои от две стъпки, като и двамата партньори присвиват леко колене вляво и вдясно, а движението се продължава и от бедрата. Когато танцът се изпълнява правилно, бедрата и на дамата, и на кавалера трябва да се движат в една и съща посока по време на цялото изпълнение. Двойката се движи с малки стъпки, странично или в кръг. Партньорите могат да променят позицията си като се държат за две ръце и изпълняват завъртания, без обаче нито за миг да пускат ръцете си. Фигурите, които се получават при подобни движения, са изящни и сложни. Възможни са и други хореографски вариации.
Въпреки френетичното темпо, в което се изпълнява музиката, горната част на тялото на танцьорите трябва да се движи достолепно, с бавни обръщания, всяко от които обикновено се извършва в продължение на четири стъпки.

## Разновидности

### Клубно меренге
Клубната разновидност на меренге се отдалечава значително от танца в зала, или салонния стил. Еротиката е много по-изразена, партньорите откровено флиртуват и отношението е доста фриволно. Изпълняват се всички фигури, присъщи на салонния стил, но партньорите могат и да се разделят, подобно на соловите ефекти (Shines) при салса.
Основната стъпка също се отличава от традиционната салонна „empalizada“ и от кубинския стил. Някои използват движения, бегло напомнящи туист, а други залагат на въртеливо поклащане на бедрата.

### Традиционно меренге
Меренге е запазен и до днес като народен танц в някои селски райони на Доминиканската република. Типични за него са фигурите, при които бедрата описват пълен кръг.